# Портрет Александра Карловича Ридингера
«Портрет Николая Александра Карловича Ридингера» — картина Джорджа Доу и его мастерской, из Военной галереи Зимнего дворца.
Картина представляет собой погрудный портрет генерал-майора Александра Карловича Ридингера из состава Военной галереи Зимнего дворца.
С начала Отечественной войны 1812 года полковник Ридингер был шефом 44-го егерского полка и находился с полком на Аландских островах, откуда морем был переброшен в Ригу и сражался в прибалтийских губерниях против корпуса маршала Макдональда. Во время Заграничного похода 1813 года сражался в Пруссии и Саксонии, за отличие в Битве народов под Лейпцигом произведён в генерал-майоры. В кампании 1814 года во Франции отличился в сражениях при Суассоне и Лаоне.
Изображён в генеральском мундире, введённом для пехотных генералов 7 мая 1817 года. Слева на груди звезда ордена Св. Анны 1-й степени; на шее крест ордена Св. Георгия 3-го класса; справа на груди крест ордена Св. Владимира 4-й степени с бантом и крест шведского Военного ордена Меча 4-й степени, серебряная медаль «В память Отечественной войны 1812 года» на Андреевской ленте и бронзовая дворянская медаль «В память Отечественной войны 1812 года» на Владимирской ленте. Подпись на раме: А. К. Ридингеръ 1й, Генералъ Маiоръ.
7 августа 1820 года Комитетом Главного штаба по аттестации Ридингер был включён в список «генералов, заслуживающих быть напеисанными в Галерею» и 3 июля 1821 года император Александр I приказал написать его портрет. Гонорар Доу был выплачен 10 ноября 1821 года и 24 марта 1825 года. Готовый портрет был принят в Эрмитаж 7 сентября 1825 года.